# Lorraine Fenton
Lorraine Fenton (geborene Graham; * 8. September 1973 in Manchester) ist eine ehemalige jamaikanische Leichtathletin, deren Hauptdisziplin der 400-Meter-Lauf war.
Bei den Weltmeisterschaften 1997 holte sie im 4-mal-400-Meter-Staffellauf Bronze, ebenso wie bei den Weltmeisterschaften 1999 in der Einzeldisziplin über 400 Meter.
Bei den Olympischen Spielen 2000 in Sydney gewann sie über 400 Meter die Silbermedaille hinter Cathy Freeman (AUS) und vor Katharine Merry (GBR) und kam mit der Staffel auf den zweiten Rang hinter der zwischenzeitlich disqualifizierten Staffel der Vereinigten Staaten.
2001 holte sie, nun unter dem Namen Fenton startend, bei den Weltmeisterschaften in Edmonton zusammen mit Sandie Richards, Catherine Scott und Debbie-Ann Parris Staffelgold über 4-mal 400 Meter und Silber im Einzelwettbewerb. 2002 lief sie mit 49,30 s ihre persönliche Bestzeit. Im selben Jahr wurde sie auch jamaikanische Meisterin über die 400 Meter. Bei den Weltmeisterschaften 2003 folgte eine Silbermedaille im Einzel- und eine Bronzemedaille im Staffelrennen. 2004 verhinderte eine Sehnenverletzung eine Olympiateilnahme. 2005 gewann sie bei den Weltmeisterschaften in Helsinki noch einmal Silber mit der Staffel, bevor sie 2006 ihre Karriere beendete.
Fenton  wurde 2000, gemeinsam mit Deon Hemmings, und 2001 zu Jamaikas Sportlerin des Jahres gewählt.

## Persönliche Bestzeiten
- 200 Meter: 22,63 s, Kassel, 13. Juni 2001
- 400 Meter: 49,30 s, Monaco, 19. Juli 2002